# Комплексний многовид
Комплексний многовид — гаусдорфів топологічний простір, для якого існує покриття відкритими множинами, кожна з яких є гомеоморфною області в {\displaystyle n}-вимірному комплексному векторному просторі {\displaystyle \mathbb {C} ^{n}}. При цьому в перетині двох відкритих множин перетворення локальних координат {\displaystyle \omega ^{i}=u^{i}(z^{1},...,z^{n})} є комплексно-аналітичним, тобто функції {\displaystyle u^{i}} є голоморфними, і визначник Якобі:
{\displaystyle {\frac {\partial (\omega ^{1},\dots ,\omega ^{n})}{\partial (z^{1},...,z^{n})}}\neq 0}.
не рівний нулю в жодній точці. Набір таких відкритих множин називається голоморфним атласом многовида.

## Властивості
Оскільки умова голоморфності є значно сильнішою, ніж нескінченної диференційовності, теорія комплексних многовидів значно відрізняється від теорії гладких многовидів. Зокрема для комплексних многовидів не виконується аналог теореми Вітні про вкладення. Наприклад згідно теореми Ліувіля на компактних зв'язаних комплексних многовидах єдиними голоморфними функціями є константи. Натомість при гіпотетичному вкладенні такого многовида в простір {\displaystyle \mathbb {C} ^{N}} обмеження координатних функцій в {\displaystyle \mathbb {C} ^{N}} були б не сталими голоморфними функціями. Тому для компактних зв'язаних комплексних многовидів, що не є однією точкою таке вкладення є неможливим. Комплексні многовиди, що можуть бути вкладені в {\displaystyle \mathbb {C} ^{N}} називаються многовидами Штейна.
Тоді коли топологічні многовиди, розмірність яких не рівна 4 можуть мати лише скінченну кількість не дифеоморфних гладких структур, комплексні многовиди різних розмірностей можуть мати незліченну кількість не біголоморфних комплексних структур. 

## Приклади
- Довільна орієнтована двовимірна (дійсна розмірність) поверхня може бути перетвореною на комплексний одновимірний многовид. Комплексні одновимірні многовиди називаються поверхнями Рімана.
- Комплексний {\displaystyle n}-вимірний векторний простір {\displaystyle \mathbb {C} ^{n}} відкрита куля {\displaystyle \left\{z\in \mathbf {C} ^{n}\ :\ \|z\|<1\right\}} і відкритий полікруг є прикладами нееквівалентних комплексних многовидів. Натомість дані три множини є дифеоморфними як гладкі дійсні многовиди розмірності 2n.
- Комплексний проективний простір {\displaystyle \mathbb {C} P^{n}}.
- Комплексна еліптична крива, що є дифеоморфною двовимірному тору {\displaystyle \mathbb {S} ^{1}\times \mathbb {S} ^{1}}
- Комплексні Грассманіани.
- Комплексні групи Лі, зокрема GL(n, C) і Sp(n, C).

## Ермітова метрика
Ермітова метрика на комплексному многовиді — аналог ріманової метрики для дійсного многовида, додатноозначена ермітова форма виду:
{\displaystyle ds^{2}=\sum _{j,k}h_{j{\overline {k}}}dz^{j}d{\overline {z^{k}}}},
де {\displaystyle h_{j{\overline {k}}}=h_{{\overline {j}}k}} — комплексні функції.
Многовиди з ермітовою метрикою називаються ермітовими і є аналогами ріманових многовидів. Важливими прикладами ермітових многовидів є келерові многовиди, для яких кососиметрична складова ермітової метрики є замкнутою диференціальною формою. Важливим прикладом келерових многовидів є зокрема многовиди Калабі — Яу, що мають важливі застосування у теоретичній фізиці, зокрема теорії струн.